# 塞萨维尔-多桑维尔
塞萨维尔-多桑维尔（法語：Césarville-Dossainville，法語發音：[sesaʁvil dosɛ̃vil]）是法国卢瓦雷省的一个市镇，位于该省北部，属于皮蒂维耶区。该市镇于1973年由原市镇塞萨维尔（Césarville）和多桑维尔（Dossainville）合并而成。

## 地理
塞萨维尔-多桑维尔（48°15'40"N, 2°16'35"E）面积19.06 平方千米，位于法国中央-卢瓦尔河谷大区卢瓦雷省，该省份为法国中北部省份，北起埃松省，西北接厄尔-卢瓦省，西南接卢瓦-谢尔省，南至涅夫勒省和谢尔省，东临约讷省，东北接塞纳-马恩省。
与塞萨维尔-多桑维尔接壤的市镇（或旧市镇、城区）包括：欧德维尔、昂让维尔、拉穆吕、勒马勒塞布瓦。

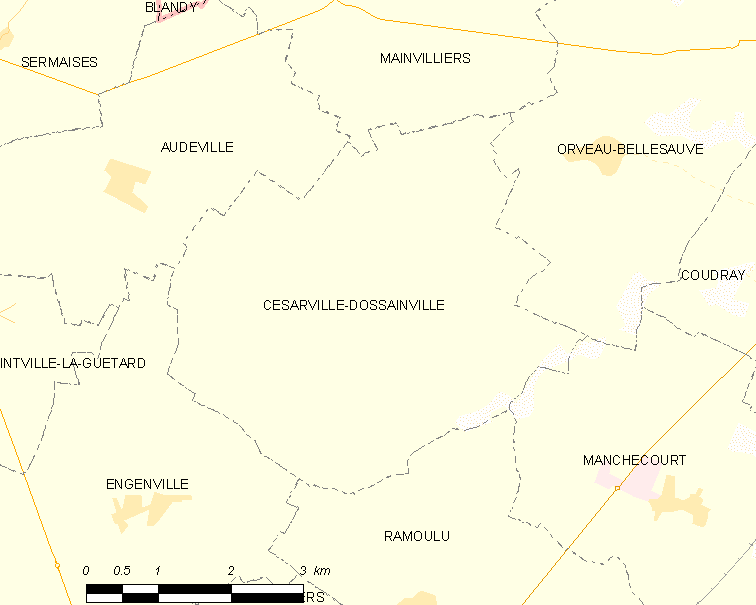
塞萨维尔-多桑维尔的OSM定位图

塞萨维尔-多桑维尔的时区为UTC+01:00、UTC+02:00（夏令时）。

## 行政
塞萨维尔-多桑维尔的邮政编码为45300，INSEE市镇编码为45065。

## 政治
塞萨维尔-多桑维尔所属的省级选区为皮蒂维耶县。

## 人口

1962-2008年间塞萨维尔-多桑维尔人口变化图示

塞萨维尔-多桑维尔于2022年1月1日时的人口数量为222人。